# Sōgō Shōsha
Die Sōgō Shōsha (jap. 総合商社, dt. ‚allgemeine Handelsgesellschaft‘) sind große japanische Handelshäuser, die international agieren. Als Generalisten handeln diese Unternehmen mit allem: Rohstoffen, Zwischenprodukten, Fertigprodukten und Dienstleistungen, seien es Chemikalien, Textilien, Kraftwerke und ähnliche Großanlagen und Elektronik. Die Vertriebsstruktur umfasst Außenstellen, wie Filialen, Tochtergesellschaften und verbundene Unternehmen. Die japanischen Handelshäuser erfüllen eine für die japanische Volkswirtschaft essenzielle Funktion: sie unterstützen den Absatz japanischer Produkte und Dienstleistungen auf der ganzen Welt. Historisch verzichteten japanischen Hersteller im Sinne einer Konzentration auf ihre Kernkompetenz in der Fertigung nicht selten auf den Aufbau eigener Vertriebswege und überließen diese Rolle einem Handelshaus. 
Innerhalb Japans geben die großen Handelshäuser ihre Waren an die Großhandelsketten weiter, die diese dann an die kleineren Einzelhandelsketten weiterverkaufen. Ferner agieren die Sogo Shosha oft auch nur als Vermittler großer Deals.
Ursprünglich, also mit Beginn der Industrialisierung Ende des 19. Jahrhunderts bis zum Ende des Zweiten Weltkriegs, waren die Handelshäuser fester Bestandteil der Zaibatsu. Diese waren große Industriekonglomerate, bestehend aus diversen Produktionsbetrieben, einer Hausbank und einem Handelshaus. Mit der Zerschlagung dieser Strukturen durch die alliierte Besatzungsregierung wurden die Handelshäuser nominell unabhängig, tatsächlich blieben sie jedoch durch Überkreuzbeteiligungen weiterhin mit den anderen Unternehmen des Konglomerats eng verbunden (Keiretsu). Ihre große Zeit hatten die Sogo Shosha von den 1960ern bis in die 1980er Jahre, also vom Beginn des Hochwachstums bis zum Platzen der Bubble Economy.
Durch die Globalisierung ab den 1990er Jahren nahm die Bedeutung der großen Handelshäuser ab. Japanische Unternehmen suchten verstärkt den direkten Kontakt mit ihren ausländischen Partnern und im Binnenmarkt umgingen Discounter zunehmend die tradierten Vertriebswege.

## Die sieben großen Handelshäuser
- Mitsubishi Shōji
- Mitsui Bussan
- Itōchū Shōji
- Sumitomo Shōji
- Marubeni
- Toyota Tsūshō
- Sōjitsu